# Sanctuaire Notre-Dame-du-Bon-Conseil de Scutari
Le sanctuaire Notre-Dame-du-Bon-Conseil de Scutari est une église située à Scutari (ville aussi appelée Shkodër) en Albanie. L’Église catholique la rattache à l’archidiocèse de Shkodër-Pult, et la Conférence épiscopale d’Albanie lui donne le statut de sanctuaire national.
Le sanctuaire est lié dans son histoire — ou au moins dans le récit qui en est fait — au sanctuaire Notre-Dame-du-Bon-Conseil de Genazzano en Italie.

## Historique
Une église initiale existe dès le VIe siècle. La république de Venise s’empare du territoire de Scutari en 1396, et s’efforce ensuite de le garder face à l’expansion de l’Empire ottoman, renforçant notamment le château de Rozafa. L’église est détruite par un raid en 1467, et la ville est cédée le 25 janvier 1479. L’histoire religieuse raconte qu’à la destruction du sanctuaire, un tableau se retrouve « transporté par des anges » le 25 avril à Genazzano en Italie, où la renommée du miracle aide à achever la construction d’un nouveau sanctuaire Notre-Dame-du-Bon-Conseil. La tradition associe plusieurs miracles au lieu, malgré la destruction des signes catholiques par les Ottomans.
C’est avec le départ des Ottomans, le 28 novembre 1912, qu’il est à nouveau permis de construire des églises. En 1917, un nouveau sanctuaire, toujours dédié à Notre-Dame du Bon Conseil, commence sa construction sur les ruines de l’ancien : le terrain de 10 262 m2 devient propriété de l’archidiocèse de Shkodër le 7 juillet 1917, et la première pierre a été bénie le 31 juillet et mise en place le 17 août. Il est achevé en 1930, mais est rasé par le régime communiste, qui s’implante entre 1944 et 1946, et est dans les derniers à s’effondrer, fin 1990. En 1993, Jean-Paul II visite l’Albanie, et bénit le 25 avril la première pierre du nouveau sanctuaire de Scutari, qui est achevé le 24 mai 1998.

## Description
L’église est située au pied de la colline où se situe le château de Rozafa.

### Articles liés
- Notre-Dame du Bon Conseil.
- sanctuaire Notre-Dame-du-Bon-Conseil.
- Liste des sanctuaires nationaux.
- Église catholique en Albanie.